# Тулча
Тулча (на румънски: Tulcea, старо наименование Тулица) е град в Източна Румъния, административен център на окръг Тулча, Северна Добруджа. Важен център на Българското възраждане в ХIХ век. Градът е също важно пристанище в делтата на река Дунав, разположен на реката в полите на Тулчанските възвишения (204 м). В източния край на града е скалата Хоратепе.

## Население
Тулча е град, в който живеят представители на над 20 народностни групи.
При присъединяването на Тулча към Румъния през 1878 година най-голямата етническа група в града са българите, съставляващи 36% от 17 518 жители, следвани от румънците (30%). През следващите десетилетия българското население постепенно намалява, а румънското, руското и липованското нарастват, като българи и румънци приблизително се изравняват към 1907 година. Румънците стават мнозинство в населението на града след размяната на население по Крайовската спогодба и последвалите изселвания на добруджански немци в началото на 40-те години.
За пъстротата на населението на Тулча в миналото напомня джамията Азизие, катедралата „Свети Николай“ – патрон на рибарите и другите забележителности на града.
- Центърът на града
- Крайбрежната алея с пристанището

## История

### Античност и Средновековие
Градът е основан през 8 в. пр.н.е. През 1 век пр.н.е. е споменат от Диодор под името Егисос. Овидий пише в своите „Послания от Понт“ („Ex Ponto“), че тогавашното име на града идва от името на основателя му дака Карпий Егисус (Carpyus Aegyssus).
Градът е важно пристанище в древността, а след превземането от римляните през 1 век – база на североизточния флот на Римската империя. Прокопий причислява Егискус към римските крепости, възстановени от император Юстиниан (527 – 565). Споменава го и Константин Багренородни в X век. През 5 и 6 век е в границите на Византия.
Районът е фактическото родно място на Българската държава южно от Дунав и неин първи център. Онгълът на хан Аспарух е локализиран и проучен в него още от Карел Шкорпил. През цялото време на съществуването на средновековните български държави той е интегрална част от тях. Тогава тук като аванпост на Малък Преслав e изградена крепостта Тулица, дала името на сегашния град.
По-късно се споменават местните феодали Балица и Влашко. През 1416 г. областта пада под османска власт и градът е наричан Хора тепе (Hora Tepe), или Толчу (Tolçu), по името на българската крепост Тулица. През XVII век пътешествениците споменават селището със сегашното му име.

### Възраждане
През 1807 г. българите в Тулча отварят първата частна болница на Балканите. В българското училище в града са учителствали Неда, бабата на генерал Пеев, и по късно Сава Доброплодни, от 1857 г. училището носи името „Светла България“.
Към 1840 тук е родена българската Мъченица Недялка от Тулча и е живяла в града до мъченичеството си в 1856 г.
Матей Преображенски – Миткалото за кратко време се установява в Тулча, в периода 1851 – 1855 г. когато обикаля манастирите на Света гора, Ерусалим и Светите места в Русия. Оттук той се оправя за Варна, манастира „Света Троица“, след което отива във Влашко и Сърбия.
През пролетта на 1857 г. в града от българската община е завършена първата ѝ внушителна църква – храмът „Свети Георги“. Строежът започва още в 1851, но султанския ферман за нея излиза чак в 1856, дотогава построената църква стои неизписана и неосветена. След добиване разрешението на Абдул Меджид работите бързо са завършени, както е отбелязано в паметния строителен надпис под мраморната икона – барелеф на патронния светец над входа на храма:„Тулча, 1857 г. майя 20. Съзидан храм светаго великомученика Георгия спомоществованием народнаго болгарского общества“. Дървеният иконостас на църквата „Св. Георги“, с размери 17/
15 метра, е забележително произведение на изкуството. Състои се от 98 икони, 76 от тях са от 1862 г. дело на зограф Софроний монах, а много от останалите са на големия български художник от Самоковската художествена школа Станислав Доспевски от 1864 – 1874 г., има и икони от 1894 и по-късни години, румънски извори сочат името и на още един български творец работил по иконописта – „видния художник Павлов“. Както личи по надписите иконите са дарявали на църквата българските еснафи от Тулча.
Часовниковата кула на храма „Св. Георги“ е висока 27 метра и звукът от камбаните ѝ отеква и днес на всеки половин час. До църквата е имало и българско военно гробище от времето на Първата световна война, което днес е изличено.
През 1860 г. Тулча става окръжен град. Между първите читалища, основани в България, е тулчанското, създадено през 1861 г. като „Търновско сборище“, преименувано през 1869 г. на читалище „Съгласие“, свързано през първите години на съществуването си с възрожденските просветни и културни деятели Тодор Икономов и Кръстю Мирски, който е основател през 1870 г. и на читалището в Добрич.
През 1861 г. е сформиран Тулчанският революционен комитет. Негов основател е съратника на Раковски – Георги Карловски Казака. Тулчанският революционния комитет изпраща през 1862 г. бойци в Първата българска легия. Сред тях са Стефан Караджа, Иван Кършовски, Панчо Досев.
Катедралата на града „Свети Николай“ отворила врати в 1865 г. също е българска църква, сред ктиторите сочени от румънската историография се четат имена като Георги Узун Тома, Валсиле Неделчо Гъската, братя Сотиревци и т.н. С прогласяване на фермана за признаване на Българската екзархия в 1870 г. църквата официално става екзархийски храм. С настаняването на румънската администрация катедралата, за която завиждат на българите, им е отнета и в 1897 г. е основно преустроена, с което българският ѝ характер е заличен, но, ако се съди по името на един от епитропите ѝ – Доне Котов в надпис от 1900 г. явно не е било възможно те да бъдат напълно изолирани от управлението ѝ дори след 22 години румънска власт.
През 1866 за известно време в града пребивава Васил Левски, за да се срещне със Стефан Караджа.
През 1867 г., когато Раковски прокламира третия си четнически план за освобождение на България, от Тулча излиза чета от 12 – 15 души. Наречена е „Златна Надежда“. В Сливенския Балкан тя се обединява с тази на Панайот Хитов и така преминава през Стара планина, по билото, до Сърбия.
През 1874 г. в Тулча е изпратен Васил Друмев под името Климент Браницки, като епископ, за да поеме управлението на добруджанската част от Доростоло-червенската епархия. Тук той е наместник на русенския митрополит. До 1878 г. Тулча е седалище на епископ на Българската екзархия.
Официалните данни за Доростоло-червенската епархия (1874) са дадени в летоструя (календара) на Янко Ковачев за 1876 г., Така на страница 198 според него в Тулчанския санджак е имало 12 720 българи. Според българските вестници в Тулчанско на Русчушко-силистренската епархия е имало 3680 български венчила.
През 1874 – 1876 българите строят и още една черква – „Св. императори Константин и Елена“. Мястото за нея подарява Люцкан Хаджи Константинов, незначителни средства дават и някои местни власи. Това става повод в 1876, отделяйки се от екзархийската катедрала, те да обсебят току-що завършената черква и да твърдят, че е тяхна. Името ѝ обаче остава същото „Sfinţii Împăraţi Constantin si Elena“. Мотивирайки се с това, че освен голямата „Св. Георги“, призната за българска е и тулчанската катедрала „Св. Никола“, турската власт не желае повече да се занимава, а с идването на румънската администрация въпросът е неуместно дори да бъде поставен.
След освобождението на града от османска власт, вицегубернатор на Тулча и областта е Тодор Икономов, а след него, от 6 декември 1878, е Никола Г. Даскалов

### След Берлинския конгрес
С обявяването на Руско-турската война на 25 юни 1877 г. турските сили напускат Тулча, а властта в града е поета от руския консул там Белотеркович, подпомаган от гражданска управа сформирана с участието на местните българи, в губернаторството работи и доброволецът в руската армия и бъдещ български генерал – Васил Делов. Тя действа до 14 ноември 1878 г., когато румънските войски окупират Добруджа и градът е обявен за областен център в кралството. Заедно със Северна Добруджа, Тулча става част от Румъния по силата на Берлинския договор през 1878 г. Оттогава започва намаляването на броя на българите.
При избухването на Балканската война, през 1912 година, 12 души от Тулча са доброволци в Македоно-одринското опълчение.
Тулча е освободена от българските войски на 22 декември 1916 г. След победата на 3 януари при Мачин до 5 януари 1917 г. командваната от ген. Колев I конна дивизия, в състава на III българска армия, напълно прогонва остатъците от руски и румънски части северно от Дунав, в гр. Сулина, най-крайният населен пункт на Делтата на Дунав, като е установено българско управление с което приключва и освобождаването на цяла Северна Добруджа от румънска власт.
- Тържествено пристигане на представителите на официалните български власти в Тулча, отляво е яхтата на Фердинанд съпровождан от военен кораб /вдясно/
- Тържествено посрещане на представителите на официалните български власти в Тулча
- Представителите на официалните български власти стъпват в Тулча
- Тържествено посрещане на представителите на официалните български власти в Тулча
- Тържествен молебен в Тулча

За началник на порт Тулча е назначен капитан-лейтенант Георги Даскалов, а началник на града и гарнизона е полк. Константин Михайлов. Съгласно Берлинският протокол Тулча заедно с цяла Добруджа става част от територията на Царство България. С Ньойския договор Антантата предава града и областта под румънската власт.
От 20-те години на ХХ век в Тулча действа националноосвободителната Вътрешна добруджанска революционна организация, основана е и младежка секция на организацията.
До 1940 година градът е населен с евреи, арменци, руси и други народности, но най-вече с много българи, които са принудително изселени в България от румънската власт след подписването на Крайовската спогодба.
През 2007 г., в Деня на Европа 9 май, на улица „Чипрулуй“, днес „24 януари“ (Ianuarie douăzeci şi patru) №13, на къщата, приютявала войводата Стефан Караджа в Тулча в периода 1861 – 1868 г. по инициатива на кметството и на българския посланик в Букурещ Константин Андреев, със средства на кметството на Тулча е открита паметна плоча на войводата. На 19 юли 2008 г. кметът на Шумен, Веселин Златев, и кметът на Тулча, Константин Хогеа, сключват договор за побратимяване между двата града.

## Стопанство
Основен поминък са корабостроенето, хранителната и текстилната промишленост и риболовът.
На мястото на ориенталския град Тулча днес намираме типичен спокоен средноголям постсоциалистически град с благоустроен център, железопътна, и авто гара, пристанище, площад-градина с паметник на Мирчо Стари, поостарели жилищни квартали, аерогара. Старите квартали на града привличат с красивите си къщи притежаващи достойнствата на старата възрожденска архитектура, напомняща тази на българския град Русе.
Традиционният риболовен поминък е позволил тук да израстне един от най-големите рибоконсервни комбинати в Европа. Освен това в града има предприятия за камъшитови изделия, за картон, рибарски принадлежности, за феросплави и други изделия.

## Култура и забележителности
В дунавския град има археологически музей и музей на Дунавската делта с аквариум. Тулчанското езеро Чуперка е прелюдия към дунавската делта, и интересен природонаучен музей с аквариум, представящ флората и фауната в дунавския морски влив. Хотелът с името „Делта“ е едно от най-примамливите места в този град, който с право се счита за безспорна „столица на Дунавската делта“.
На рибарското селище Вадул Сакоджилар се наблюдава много силна анафора – обратно течение на река Дунав.
На 8 км западно от града Дунав се разделя на два ръкава – Килийски и Тулчански. На изток, на 11 км, от своя страна Тулчанския ръкав се дели на Сулински и Светигеоргиевски (Георгиевски чатал). Сулинският ръкав е най-дълбок, достъпен за океански кораби до Тулча и Галац и с право се нарича „Главна улица на делтата“.

## Побратимени градове
- Шумен, България
- Олбор, Дания
- Ровиго, Италия

## Други
На Тулча е наречена улица в квартал „Стрелбище“ в София (Карта).